# Dolichopus romanovi
Dolichopus romanovi är en tvåvingeart som beskrevs av Smirnov och Negrobov 1973. Dolichopus romanovi ingår i släktet Dolichopus och familjen styltflugor. Inga underarter finns listade i Catalogue of Life.